# Le Secret (Capricorne)
Le Secret est le cinquième album de la série de bande dessinée Capricorne, écrite et dessinée par Andreas. Cet album a été publié en mars 2000 aux Éditions du Lombard. Cette histoire se situe juste après les événements racontés dans l'album Retour paru en 1993 dans la série Rork. Dans les premières pages, un résumé de l'intrigue (très complexe) des albums Capricorne et Retour est donné.

## Résumé
L'histoire commence juste après la fin de l'album Retour : la bibliothèque envolée a été reconstruite, les livres dispersés dans New York y sont réacheminés, sous la surveillance farouche d'Astor.
L'intrigue part dans de multiples directions. Trois personnages qu'on croyait mort surgissent, volent un livre, assomment Astor et Ash. Un peu plus tard, ils sont réduits en cendres. Capricorne sauve ses deux alliés, et déjoue les plans de deux personnages maléfiques: Zarkan, un savant fou ayant enlevé Ash Grey, pour une expérience scientifico-mystique, et Haltmann (réduit à l'état de tête sans corps), qui cherche à se venger de Ron Dominic. Capricorne est aidé par un jeune journaliste secrètement amoureux d'Ash, Tindal Fenn. Des révélations sont faites sur la backstory de la mère d'Ash.

### Particularité graphique
Une case en gros plan "traverse" les planches de l'album, montrant un détail d'un chat noir et blanc.

## Personnages
- Achim et Jochim: deux malfaiteurs, au service du professeur Zarkan.
- Professeur Zarkan: un savant fou "aux grandes ambitions scientifiques et intellectuelles".
- Holbrook Byble, accompagné de deux inconnus vêtus d'une tenue noire. Il s'agit supposément du clochard et du gardien du cimetière touchés par "l'objet" dans l'album du même titre. Le trio finira réduit en poussière par une force mystérieuse, après avoir dissimulé un livre dans la bibliothèque d'Astor.
- Tindal Fenn: sauveur mystérieux vêtu d'une cape rouge. Il survient chaque fois que Ash Grey est en danger pour la secourir.
- Somerset Building: un immeuble qui semble abriter une institution financière, mais cache en réalité un laboratoire secret où Haltmann, aidé de Cole, mêne des expérimentations.
- Haltmann: anciennement chef du Dispositif, on le croyait mort après sa chute d'un gratte-ciel.

## Histoire éditoriale
- Publication en album, collection "Troisième vague", Le Lombard, mars 2000,  (ISBN 2-80361-489-8)
- Inclus dans L'intégrale Capricorne – Tome 1, Le Lombard, 2019, 232 pages,  (ISBN 978-2-8036-7036-9)